# Shellac
Shellac ([ˈʃelæk], іноді Shellac of North America; українською — «Ше́лак») — американський рок-гурт з Чикаго, штат Іллінойс, до складу якої входять Стів Альбіні (гітара і вокал), Боб Вестон (бас-гітара і вокал), і Тодд Трейнер (ударні та вокал). Слухачі та журналісти зараховують гурт до таких жанрів, як нойз-рок, пост-хардкор, мат-рок. Самі музиканти характеризують свій гурт як «мінімалістичне рок-тріо» (англ. minimalist rock trio).

## Біографія
Гурт Shellac була заснована в Чикаго, штат Іллінойс, 1992 року. Спочатку це був імпровізаційний проєкт гітариста Стіва Альбіні та ударника Тодда Трейнера. Бас-гітаристом проєкту був колишній басист гурту Naked Raygun Кеміло Гонсалез, але незабаром його місце назавжди посів Боб Вестон, що до цього грав у бостонському гурті Volcano Suns.
Своєрідний, мінімалістичний звук Shellac заснований на нестандартних і настирливих розмірностях, повторюваних монотонних ритмах і скрипучому гітарному саунді. Звук гурту багато в чому визначається любов'ю музикантів до вінтажних гітар Travis Bean (рідкісних інструментів з алюмінієвою начинкою), а також до звуку дисторшн ефект-педалі «Harmonic Percolator» від фірми Interfax. Зазвичай пісні не мають традиційної структури типу куплет-приспів-куплет. І Вестон, і Альбіні крім участі в гурті професійно займаються звукорежисурою. Обидва віддають перевагу аналоговим технологіям запису, без зовнішнього втручання, та завжди уважно ставляться до вибору апаратури та розташування мікрофонів під час запису. Стіву Альбіні належить студія звукозапису Electrical Audion.
Зазвичай, під час живих виступів, учасники гурту між піснями відповідають, інколи в жартівливій формі, на вигуки публіки із залу.
1997 року гурт записав інструментальний альбом, відомий як The Futurist для трупи сучасного танцю під назвою «LaLaLa Human Steps». Запис вийшов обмеженим тиражем у 700 копій, на вінілових платівках. Музиканти дарували ці платівки своїм друзям і знайомим. Передня обкладинка платівки являє собою список її одержувачів. На кожній врученій копії платівки музиканти обводили ім'я одержувача. Гурт до цього часу відшукала не всіх одержувачів пластинки. Варто зазначити, що на одному з фан-сайтів гурту Shellac та інших проєктів Стіва Альбіні шанувальники склали анотований список людей з обкладинки платівки The Futurist.
2002 року гурт опікувався фестивалем All Tomorrow's Parties. Розуміючи, що багато хто прийде на фестиваль лише для того, щоб подивитися виступ Shellac, учасники гурту щодня приходили найпершими та дивилися виступи всіх гуртів, спонукаючи відвідувачів фестивалю наслідувати їх приклад. Виступати на фестивалі учасники гурту запросили: The Fall, Will Oldham, Nina Nastasia, Rachel's, Mission of Burma, Silkworm, Threnody Ensemble, Shipping News, High Dependency Unit [en], Arcwelder, The Breeders, David Lovering, Blonde Redhead, Wire, Zeni Geva, OXES [en], Flour, Smog, Cheap Trick, Danielson Famile, The Ex, і Dianogah.